# École supérieure d’art et de design Marseille-Méditerranée
Die École supérieure d’art et de design de Marseille-Méditerranée (ESADMM) ist eine 1752 gegründete Kunsthochschule in Marseille.

## Geschichte
Die Kunsthochschule hieß bis Januar 2012 École supérieure des beaux-arts de Marseille (ESBAM). Sie wurde 1752 auf Betreiben von Künstlern aus der Region unter der Schirmherrschaft des Gouverneurs der Provence gegründet. Sie befand sich damals im Kloster der Bernhardiner, neben dem Lycée Thiers. Als die alten Räumlichkeiten zu klein wurden, zog die Schule im Jahre 1874 in das benachbarte Espérandieu-Gebäude, das an die Stadtbibliothek und die Musikhochschule angrenzt. In den 1960er Jahren einigten sich die Stadt Marseille und der Staat über die Verlagerung der Hochschule und Einbindung in den Campus der Universität Aix-Marseille in Luminy. Die neue Schule wurde am 4. März 1969 eingeweiht.

## Schule
Die Lehrpläne der ESBAM werden vom Ministerium für Kultur und Kommunikation genehmigt, die von der Hochschule ausgegebenen Zertifikate und Diplome sind staatlich. Derzeit (Stand 2010) sind circa vierhundert Studierende eingeschrieben, weitere siebenhundert Schüler besuchen die öffentlichen Ateliers der ESBAM in der Stadt. Es finden regelmäßig Ausstellungen in den Galerien in Luminy und der Innenstadt statt.
Die Schule will Tradition und Moderne verbinden und versucht, die Grenzen zwischen den einzelnen Disziplinen zu überwinden. Sie versteht sich als Experimentierfeld für die Studenten. Die Vielfalt der Fähigkeiten und Qualifikationen der Fakultät (Künstler aller Disziplinen, Kunsttheoretiker, Techniker usw.) fördert unterschiedliche künstlerische Ansätze. Dazu tragen auch die Nähe zur Hochschule für Architektur und die partnerschaftliche Zusammenarbeit mit anderen Institutionen bei.
Die ESBAM genießt eine privilegierte Lage auf dem Universitätsgelände von Luminy. Die Studenten verfügen über 6000 m² Ateliers, Unterrichts- und Ausstellungsräume.
Direktor ist Pierre Oudart.
Seit Januar 2012 hat die Hochschule eine veränderte Trägerschaft und nahm den neuen Namen an, in dem sich auch die erweiterten Aufgaben der Schule widerspiegeln.